# Breitefeld (Münster)
Breitefeld ist ein Ortsteil der Gemeinde Münster (Hessen) im südhessischen Landkreis Darmstadt-Dieburg. Der Siedlungsplatz liegt mitten im Wald. Der kleine Ort wurde erst im Juli 1997 auf Beschluss der Gemeindevertretung von Münster auf einer militärischen Konversionsfläche gegründet.

## Geschichte

### Die Munitionsanstalt der Deutschen Wehrmacht
Die Anfänge von Breitefeld liegen in einer 1939–1940 im Rahmen der Aufrüstung der Wehrmacht errichteten Munitionsanstalt (kurz Muna) der deutschen Luftwaffe. Unter dem offiziellen Namen Lufthauptmunitionsanstalt Dieburg diente sie der Fertigstellung und Lagerung von Luftwaffenmunition. Die Lagerung der Munition erfolgte in zahlreichen oberirdischen Bunkern. Beim Herannahen amerikanischer Fronttruppen Ende März 1945 wurden die meisten Bunker mitsamt der darin lagernden Munition von der deutschen Wehrmacht selbst gesprengt. Nach Kriegsende erfolgten weitere Sprengungen, wodurch ein großer Teil des Münsterer Waldes verseucht wurde.

### Die Muna als DP-, Flüchtlings- und Internierungslager
Am 25. März 1945 wurde das Muna-Gelände von der US-Army besetzt. Auf dem Gelände entstand ein Sammellager für etwa 1700 polnische Displaced Persons (DPs), für die in 10 mehrgeschossigen Baracken Unterkünfte eingerichtet wurden.:S. 13 Da aufgrund des munitionsverseuchten Geländes keine Möglichkeit für eine Erweiterung des Lagers bestand, musste eine beabsichtigte stärkere Belegung unterbleiben.
Im Oktober 1945 beschloss die US-Army, die polnischen DPs zu repatriieren und zu verlegen. Unter Mitwirkung von etwa 500 nazi-workers aus den umliegenden Gemeinden erfolgten Renovierungs- und Reparaturarbeiten, um das Lager für die Aufnahme baltischer DPs herzurichten.

„Trotzdem blieben viele der Unterkünfte für eine wintergerechte Unterbringung untauglich. Ende November 1945 verweigerten neu aus Gießen verlegte Iettische DP den Bezug der ihnen zuugewiesenen Holzbaracken und lagerten aus Protest über die ihrer Meinung nach unzureichenden Unterkünfte fünf Nächte lang. an Lagerfeuern außerhalb der Baracken.“

Die UNRRA, die als Nothilfe- und Wiederaufbauverwaltung der Vereinten Nationen das Lager betreute, sah sich nicht in der Lage, bessere Unterkünfte zur Verfügung zu stellen, weshalb sich die Militärverwaltung schließlich entschloss, in Dieburg privaten Wohnraum zur Unterbringung der lettischen DPs zu requirieren. Dies geschah in vierzehn Wohnhäusern in der Nähe des Bischöflichen Konvikts, in dem bereits vorher lettische DPs untergebracht worden waren.:S. 294 Im Juli 1946 endete die Geschichte des DP-Lagers auf dem Muna-Gelände.:S. 14
Nach dem Wegzug der DPs wurden vorübergehend deutsche Flüchtlinge auf dem Muna-Gelände untergebracht, bevor hier von den Amerikanern 500 Kriegsgefangene interniert wurden. Diese mussten vorhandene Munitionsreste entschärfen und zerstören, bevor der Muna erneut eine Nutzungsänderung widerfuhr.

„In den Jahren 1946 bis 1949 wurde die Muna als Lager für die „60 day command reserve“ genutzt. Hier wurde der jeweilige Munitionsbedarf der Besatzungstruppen in der amerikanischen Zone für 60 Tage gelagert. Die Munitionsreserve bestand aus etwa 30.000 Tonnen Munition für ca. 40.000 Mann. Nach der Auflösung des Kriegsgefangenenlagers, blieben die von Flüchtlingen und Vertriebenen bewohnten Baracken weiterhin bestehen. Im Januar 1948 hatte das Lager noch 81 Bewohner.“

### Die Muna als Stützpunkt der US-Army
Unter dem Namen Muenster Ammo Depot wurde die ehemalige Luftmunitionsanstalt von der US-Army ab 1951 weiter genutzt. Im Bereich der ehemaligen Wohn- und Verwaltungsgebäude der Muna entstand die Muenster Kaserne. Diese wurde bis 1995 von verschiedenen amerikanischen Einheiten (Militärpolizei, 184. Ordnance Company) belegt. Die Munitionsbunker befinden sich etwa 1 km westlich der Kaserne.
Das Munitionslager war während des Kalten Krieges eines der wichtigsten Nachschubdepots für Sonderwaffen (wie Atomsprengköpfe, siehe Nuklearwaffen in Deutschland) der NATO. Diese wurden ab Anfang der 1980er Jahre in einem besonders gesicherten Bereich (Special Weapons Depot) innerhalb des bestehenden Munitionsdepots gelagert. Als Folge des INF-Vertrages wurden bis Ende 1991 alle nuklearen Waffen aus Münster abgezogen.

### Von der Muna zum Ortsteil Breitefeld
Nach dem Ende der Nutzung durch die Amerikaner wurde das Kasernengelände von der Gemeinde Münster übernommen und zu einem Mischgebiet umgewidmet, auf dessen Gelände Gewerbeflächen ausgewiesen wurden. Im Juli 1997 wurde durch einen Beschluss der Gemeindevertretung der heutige Ortsteil Breitefeld gegründet.:S. 17 Der größte Teil des 280 ha großen Geländes der ehemaligen Muna ist weiterhin durch Munition aus dem Zweiten Weltkrieg verseucht und für die Öffentlichkeit nicht zugänglich. Aus wirtschaftlichen Gründen konnte bisher nur in Teilbereichen eine Kampfmittelbeseitigung erfolgen.
Beim Zensus 2011 wurden für Breitefeld 297 Einwohner gezählt.

## Vom Munitionslager zum Naturerlebnispark
Am 13. Oktober 2017 berichtete die Frankfurter Rundschau von Plänen, auf dem nach wie vor munitionsverseuchten und eingezäunten Gelände ab 2019 ein Wildgehege für Wisente und Przewalski-Pferde einzurichten. Die aus Züchtungen stammenden Tiere sollten dazu beitragen, die Verwaldung des Geländes zu verhindern und die Artenvielfalt zu erhalten, die sich in dem gesperrten Teil des Geländes bislang entwickeln konnte. Für Besucher seien Aussichtsplattformen auf ein bis zwei Bunkern vorgesehen. Nach einem Konzept der Stadt Münster sollten eine historische Dauerausstellung, ein Shop, Gastronomie und eine Forschungsstation folgen. Auf ihrer Webseite bekräftigte die Gemeinde Münster am 4. Mai 2020 noch einmal diese Pläne und konnte die Ankunft der ersten sechs Wisente vermelden. Die Offenbach-Post meldete am 27. Oktober 2021, dass inzwischen auch die Wildpferde auf dem Gelände zu finden sind und das Museum 2022 eröffnen soll. Auf ihrer Webseite berichtete die Gemeinde Münster dann am 4. Januar 2022, dass bis Herbst 2022 auch mit der Eröffnung des Museums zu rechnen sei. Auch die Fertigstellung eines rund 1,5 Kilometer langen „Naturerlebnispfades Wisentwald“ mit einer Aussichtsplattform wurde für 2022 in Aussicht gestellt. Die Eröffnung fand dann tatsächlich im Oktober 2023 statt.
Mit dem Naturerlebnispfad, der Ausstellungshalle und der Aussichtsplattform ist heute nur ein winziger Bruchteil des rund 260 Hektar großen Geländes zugänglich. Eine in der Ausstellung gezeigte Grafik zeigt an, dass lediglich 26 Hektar des Geländes kampfmittelfrei sind und die komplette Sanierung des Geländes „in der bisherigen Geschwindigkeit und Gründlichkeit rund tausend Jahre dauern“ würde.

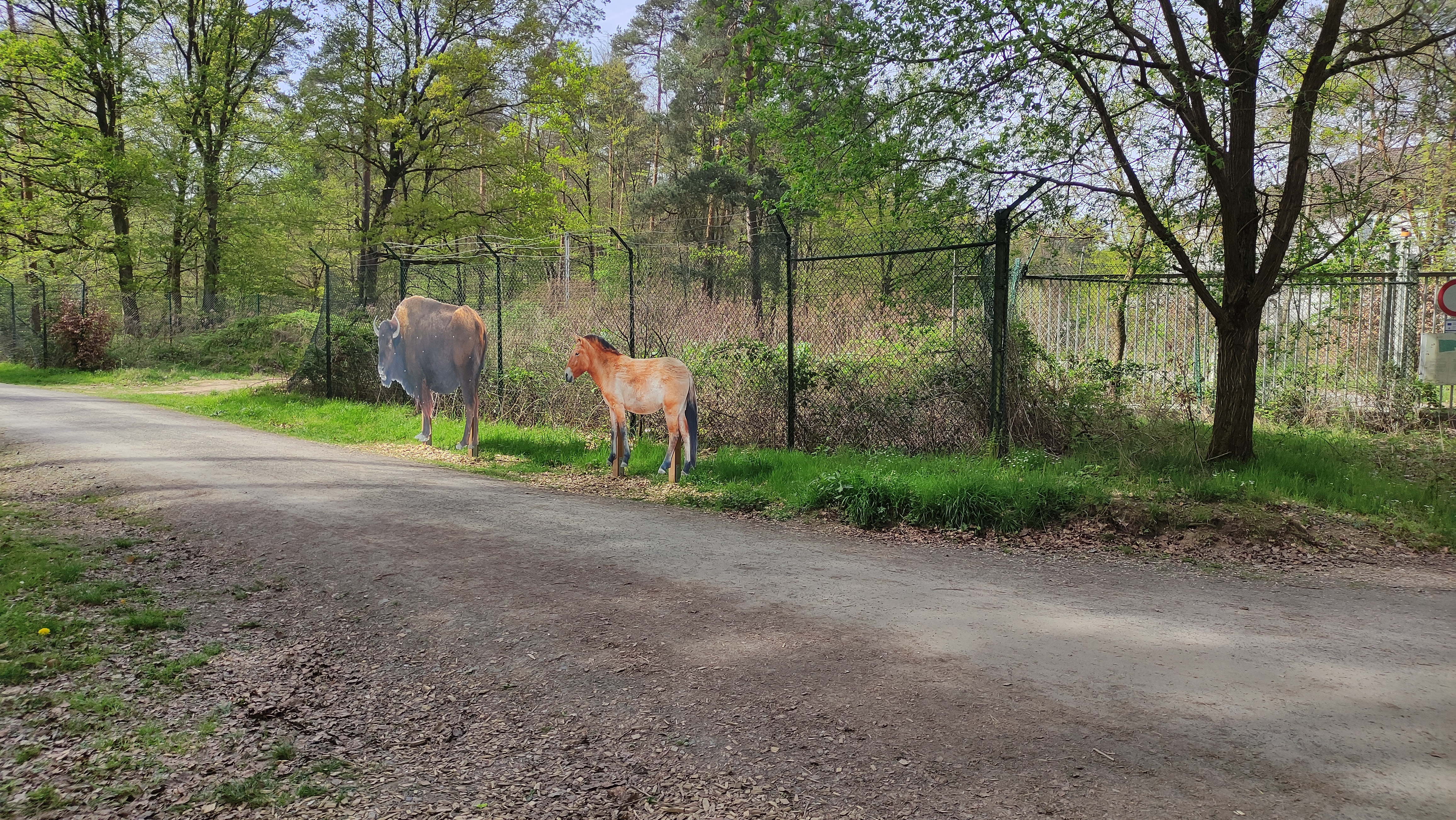
Startpunkt des Naturerlebnispfades
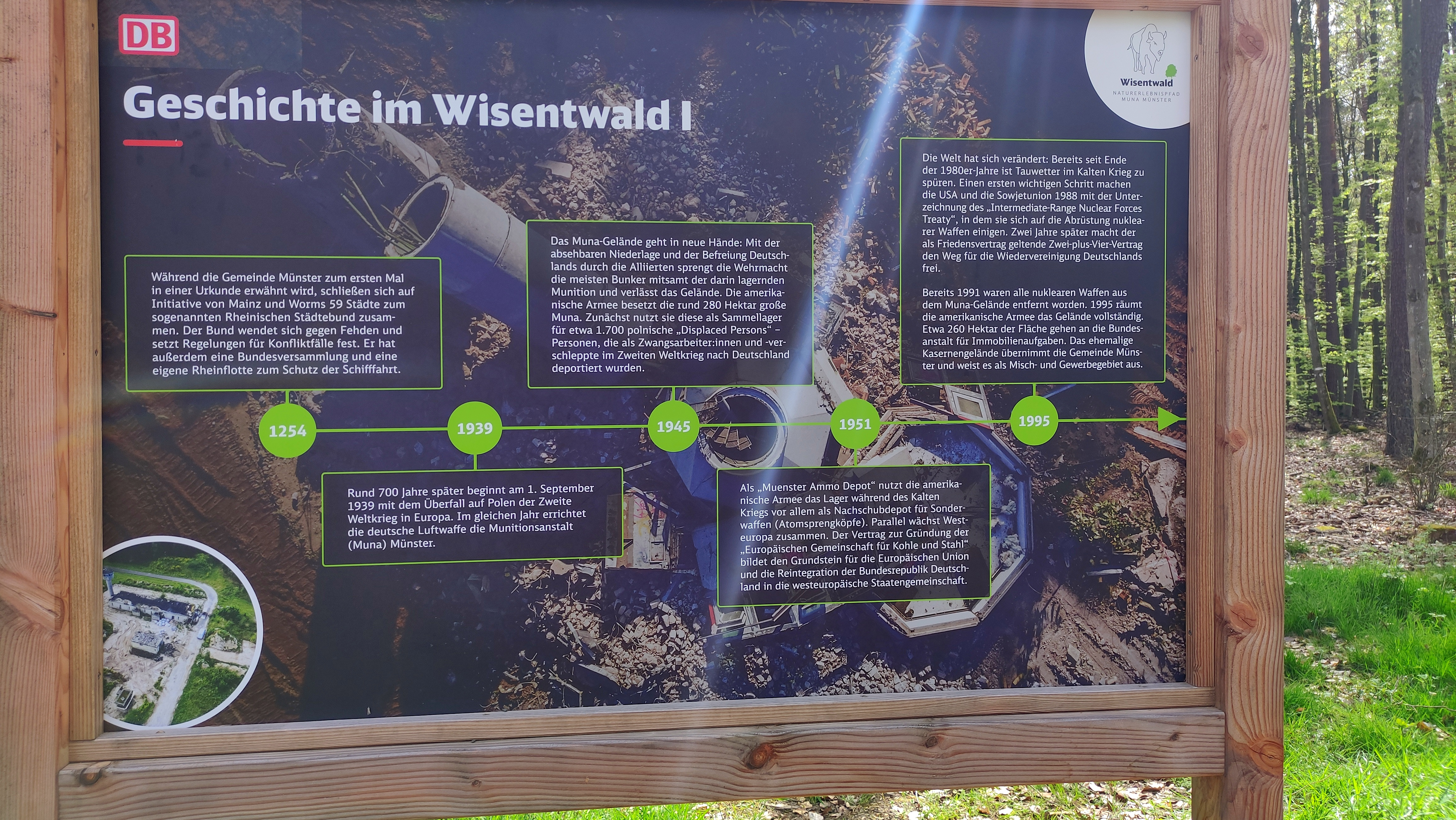
Geschichte der Muna – Teil 1
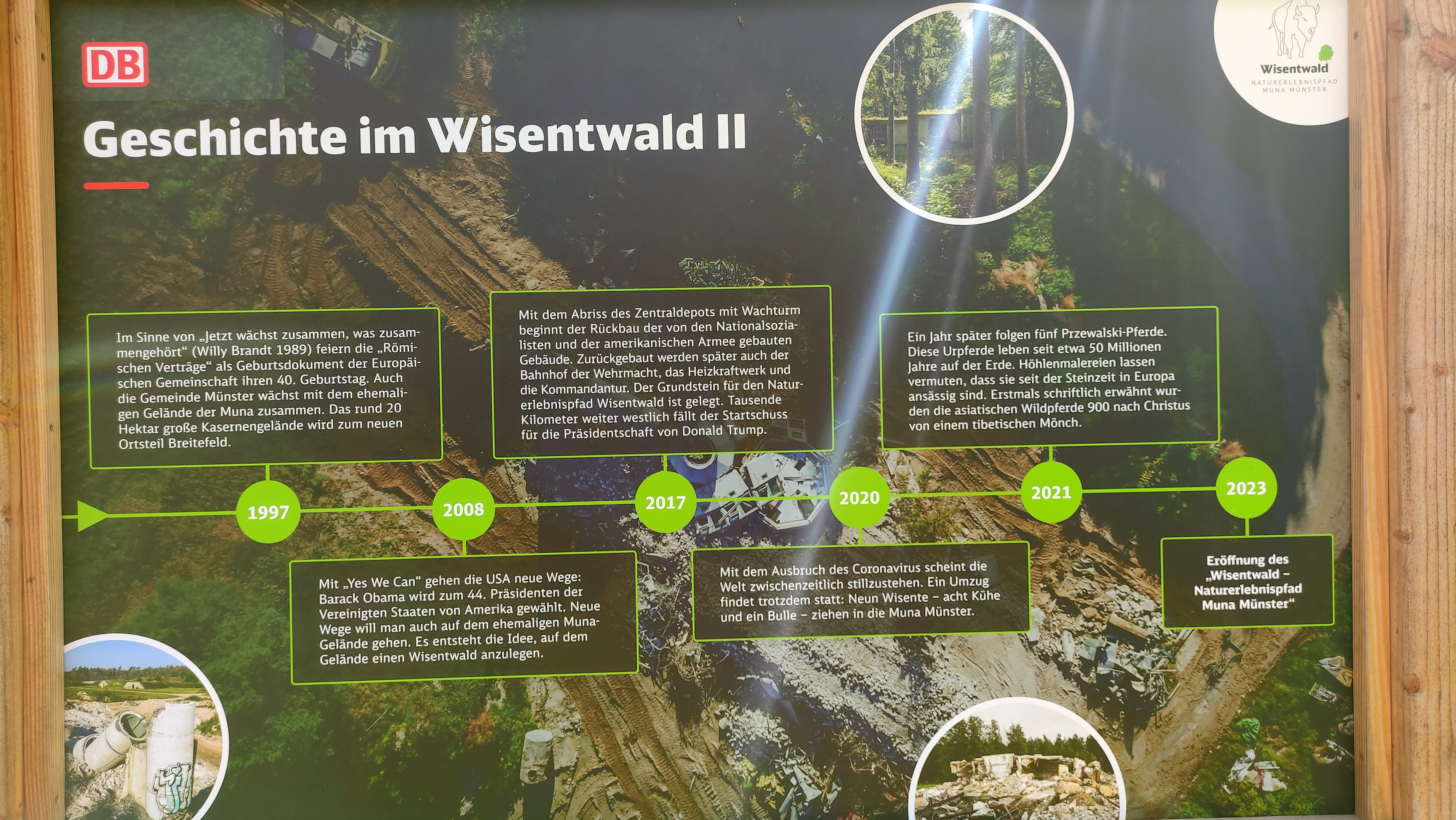
Geschichte der Muna – Teil 2
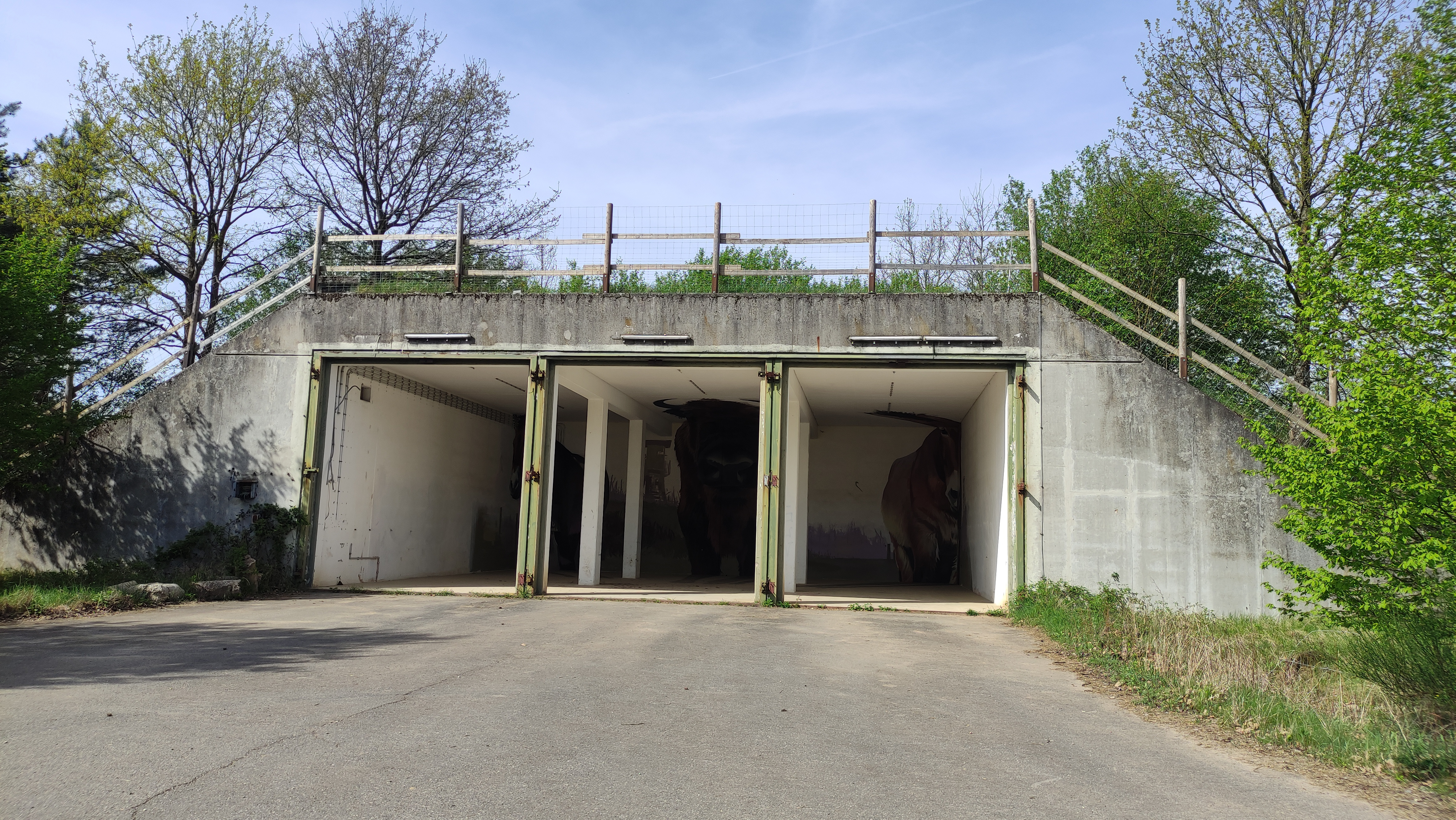
Ehemaliges Munitionsdepot auf dem Munagelände
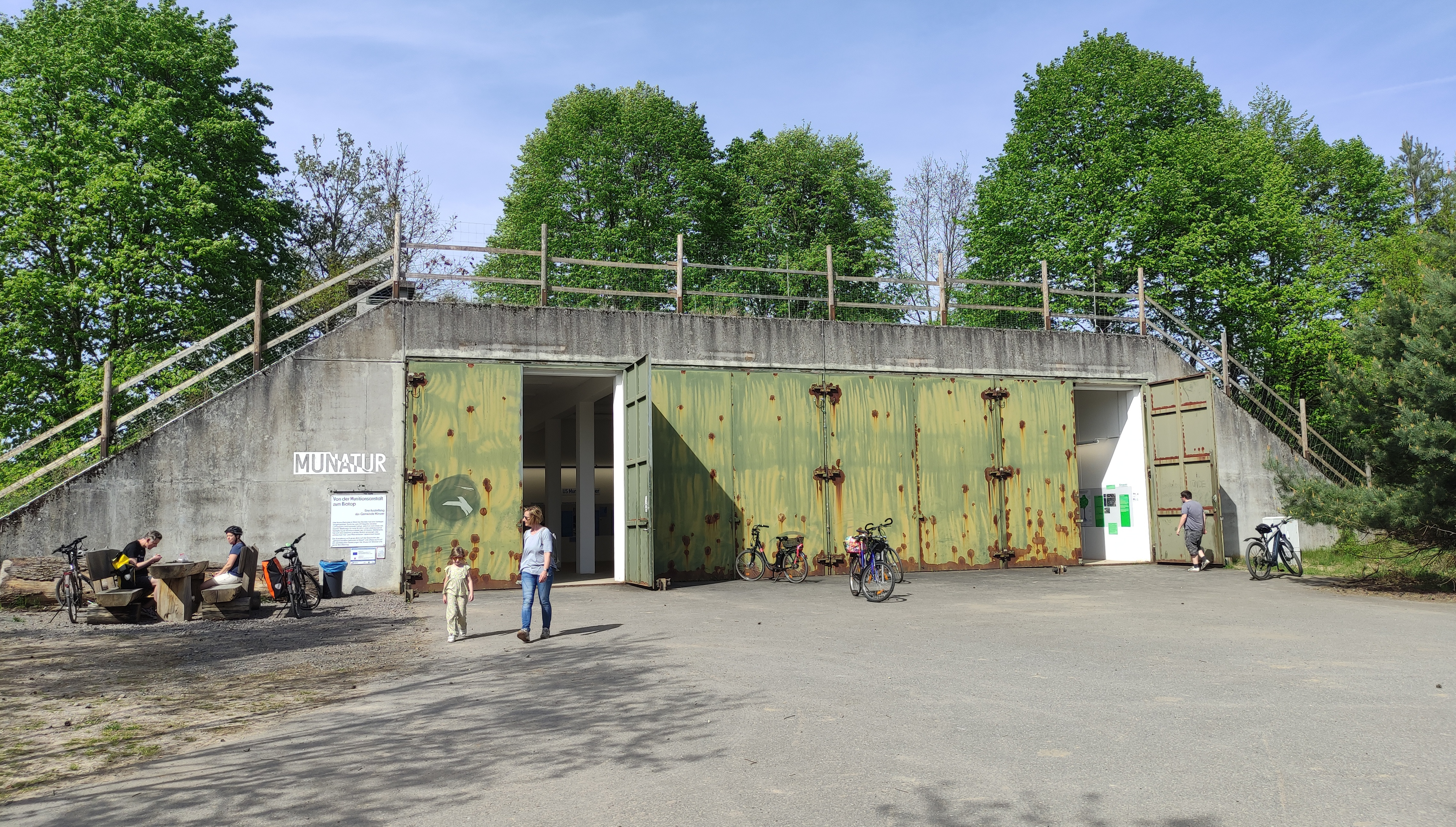
Ausstellungshalle Munatur
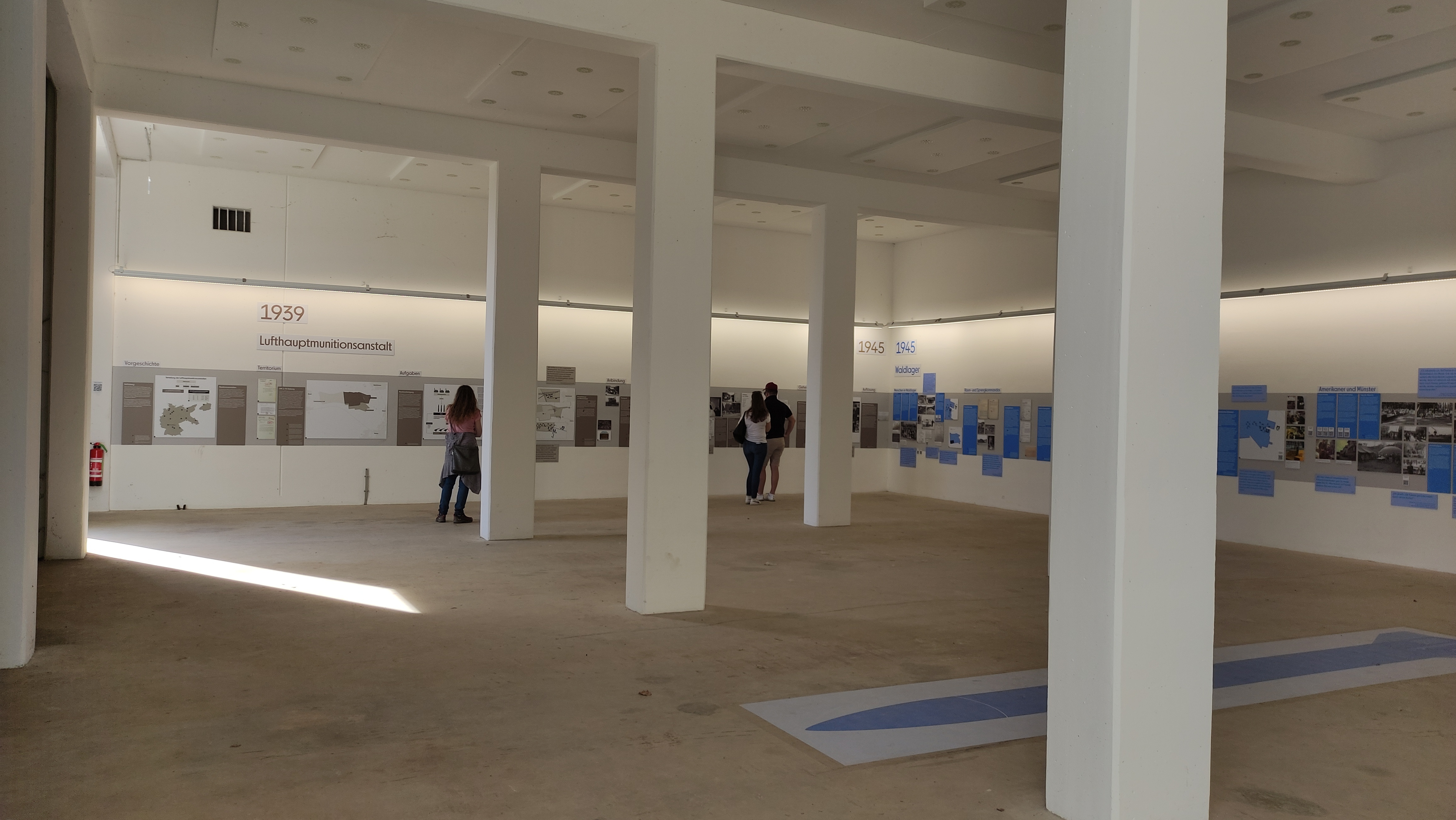
Blick in die Ausstellungshalle Munatur
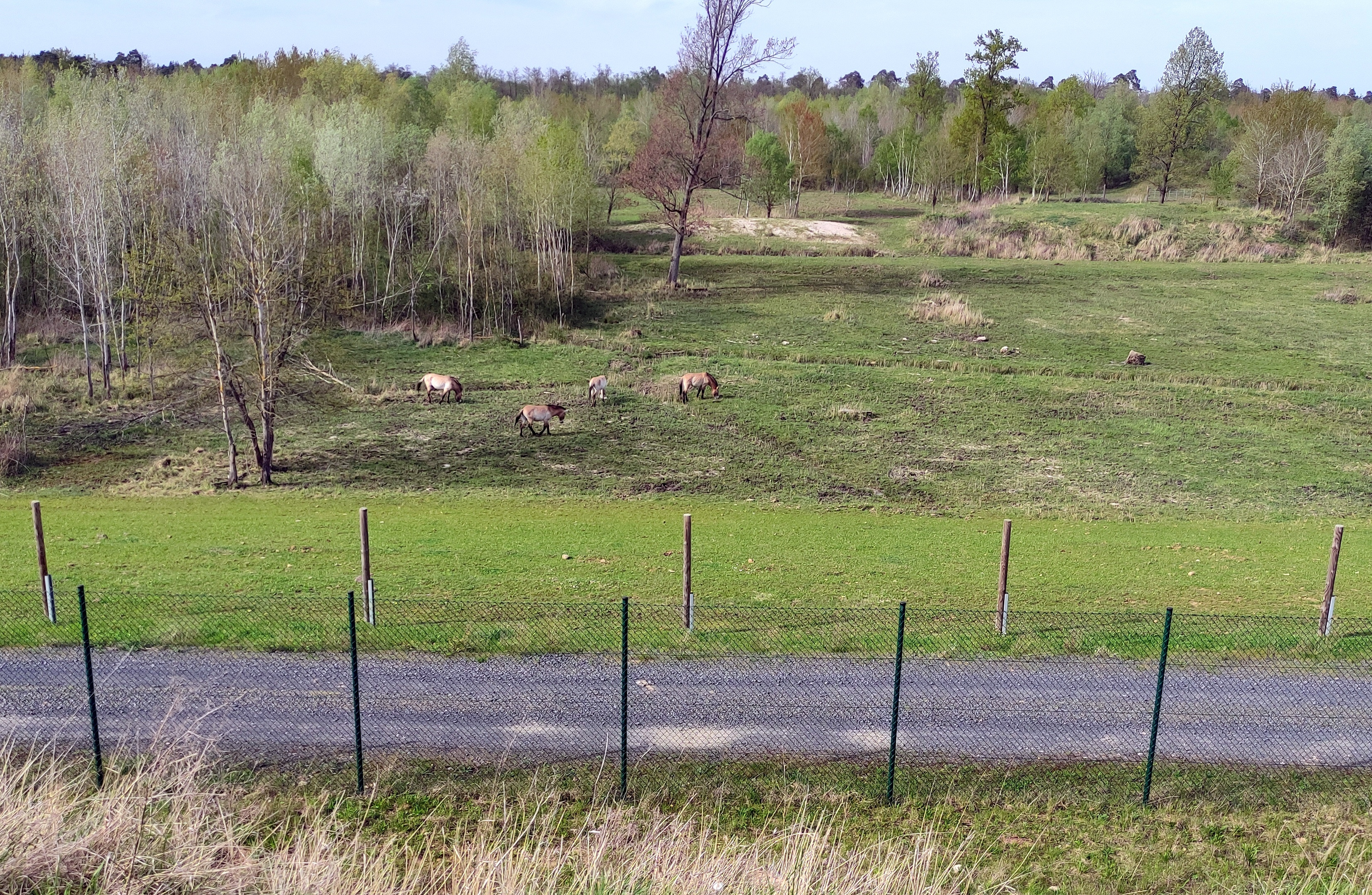
Blick von der Aussichtsplattform auf die Przewalski-Pferde
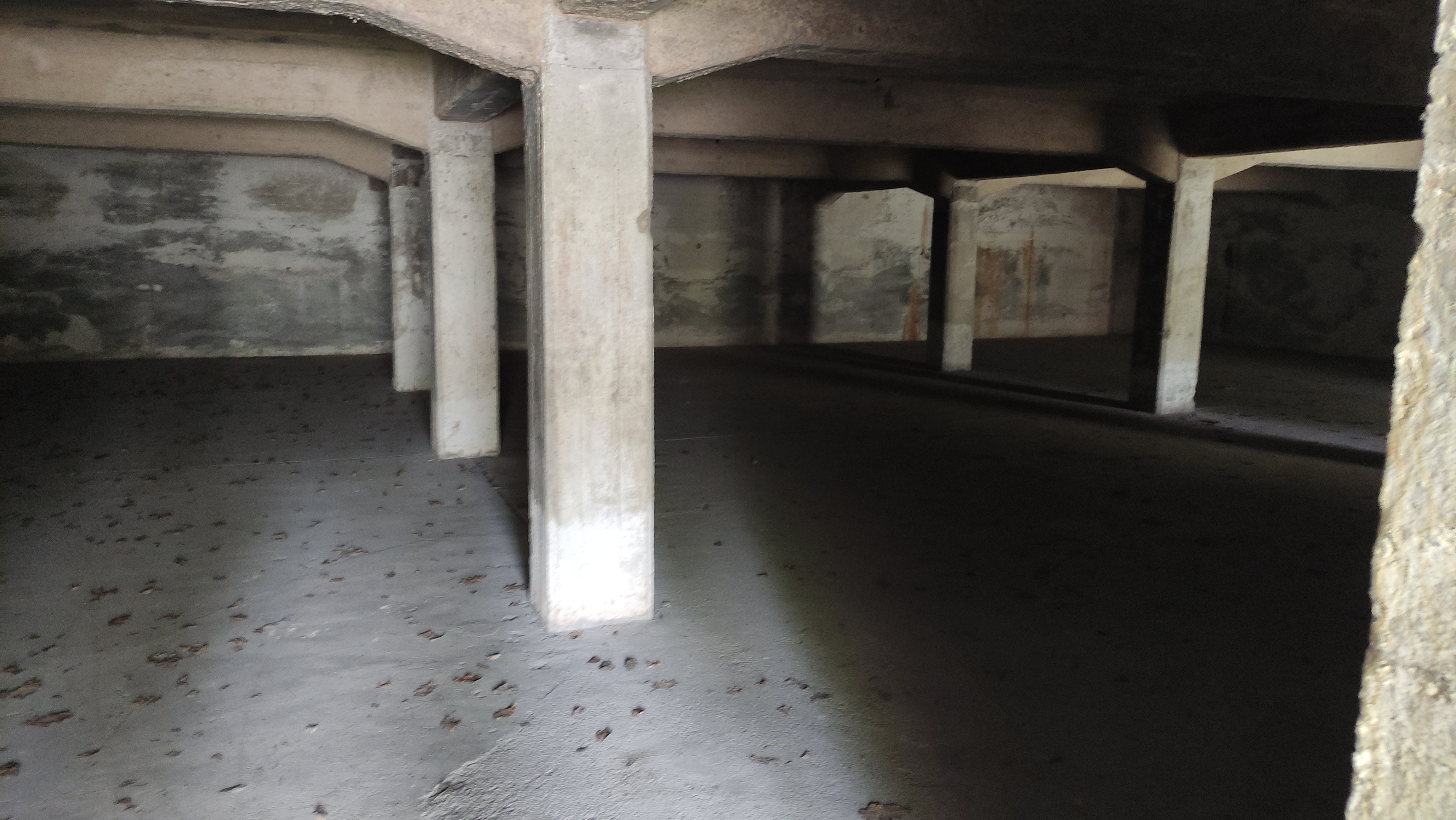
Blick in ein unsaniertes Munitionsdepot